# 1227
1227 (MCCXXVII) je bilo navadno leto, ki se je po julijanskem koledarju začelo na petek.

## Dogodki

### Džingiskanova smrt in nasledstvo Mongolskega imperija
- februar - Najstarejši Džingiskanov sin Džoči umre nekje severno od Aralskega ali Kaspijskega jezera še preden mu uspe obnoviti sovražnosti z očetom Džingiskanom in brati.
- pomlad - Invazija proti tangutskemu cesarstvu Zahodna Xia se z osvojitvijo prestolnice Ning Xia nadaljuje z zatiranjem posameznih žepov odpora.↓
- → Preda se zadnji tangutski cesar Mozhu. Džingiskan ga ukaže ubiti skupaj s celotno cesarsko družino.

- avgust - Umre vrhovni kan Mongolskega imperija Džingiskan.  Posamezni deli imperija se upravno razdelijo med štiri sinove: 
  - Vrhovna oblast velikega kana pripade tretjemu sinu Ögedeju. Za interesno območje ima odbrano vzhodno Azijo kitajskih dinastij. Čeprav je še de iure ohranil vrhovno oblast, se preko vladanja Kitajski postopoma formira naslednja dinastija Yuan, ki jo sicer uradno ustanovi šele Džingiskanov vnuk Kublajkan. 1271 ↔
  - Drugi sin Čagataj dobi zahodni del Mongolije, ozemlje bivšega Karakitanskega kanata in Horezma. Na tej dednini se postopoma formira Čagatajski kanat.
  - Sinova umrlega prvega sina Džočija Batu in Orda dobita najbolj zahodni del Mongolskih osvojitev, ki sega od osrednje Azije v Evropo. Na tem  ustanovita Modro (Batu) in Belo hordo (Orda), ki se sčasoma obe formirata v Zlato hordo.
  - Trenutno ima pod oblastjo največji delež vojske najmlajši sin Toluj, ki pa mu je v dednini zaupan najmanjši delež, tj. domača Mongolija. Toluj s postopno tranzicijo preda oblast (nad vojsko) Ögedeju. 1229 ↔

### Ostalo
- januar - Livonska križarska vojna: ker zamrzne Baltsko morje, viteški red Bratstva meča vpade na estonski otok Saaremaa, ki ga branijo poganski Oselci. Križarji porazijo Oselijce, ki formalno sprejmejo krščanstvo.
- januar - Angleški kralj Henrik III. je razglašen za polnoletnega. Za uspešno delo nagradi regenta kentskega grofa Huberta de Burgha in mu zaupa mesto glavnega svetovalca. 1228 ↔
- 28. januar - Umrlega mecklenburškega barona Henrika Borvina I., sina slovanskega kneza Pribislava, nasledi sin Henrik II.
- 19. marec - Umrlega papeža Honorija III. nasledi Gregor IX., 178. papež po seznamu.[1] Med prvimi ukrepi je nastavitev Konrada iz Marburga za glavnega inkvizitorja pri preganjanju herezij.
- 22. julij - Bitka pri Bornhövedu: severnonemška koalicija premaga vojsko danskega kralja Valdemarja II., ki se je primoran odreči severnonemškim deželam. 
  - V holsteinski regiji Dithmarschen na obali Severnega morja vzpostavijo kmetje neodvisno republiko, ki se kot tamponska cona med Dansko in Rimsko-nemškim cesarstvom obdrži vse do leta → 1559.
- 8. september - Potem ko papež Gregor IX. zaradi zavlačevanja izobči Friderika II. Hohenstufna, le-ta  končno odpluje proti Jeruzalemu na obljubljeno križarsko vojno. Kmalu po izplutju iz Brindisija zboli in se ustavi v Otrantu, da bi se pozdravil. 1228 ↔
  - 11. september - Isto zboli turinški deželni grof Ludvik IV., ki pa jo odnese veliko slabše od Friderika. Turingijo nasledi sin Herman II., regentstvo prevzame mlajši brat Henrik Raspe, Ludvikova vdova Elizabeta Ogrska se popolnoma preda veri in karitativni dejavnosti.
- 5. oktober - Almohadski kalif Abdul-Vahid I. utone v kadi, verjetno s tujo pomočjo. Nasledi ga njegov nečak Jahja al-Mu'tasim. Ker se za kalifov prestol poteguje še brat umrlega kalifa Idris al-Ma'mun, izbruhne državljanska vojna. 1228 ↔
- Umorjen je poljski nadvojvoda Lešek I. Beli. Umor se verjetno izvrši po naročilu vzhodnopomeranijskega vojvode Svjetopelka II., od katerega je poprej zahteval vazalno prisego. Lešeka I. nasledi bratranec Vladislav III. Tenkonogi.
- Beneškega križarja in ustanovitelja Egejske vojvodine Marka I. Sanuda nasledi sin Angelo Sanudo.
- Umrlega ajubidskega sultana Transjordanije in Palestine Al-Mu'azzama nasledi sin An-Nasir Davud. Za oblast nad dediščino umrlega brata se potegujeta še naslednikova strica, Al-Kamil in Al-Ašraf, ki si sporazumno razdelita Palestino, Transjordanijo in južni del Sirije. Al-Kamilu pripade Palestina s Transjordanijo. Al-Mu'azzamov sin An-Nasir se mora nazadnje zadovoljiti z utrdbo Al-Karak in okolico. 1229 ↔
- Bagdadski kalif Al-Mustansir ustanovi islamsko univerzo Mustansirija.
- Horezmijski šah Džalal ad-Din se po obračunu z Gruzijci spopade ikonijskimi Seldžuki iz Sultanata Rum. Seldžuški sultan Kajkubad I. in gruzijska kraljica Rusudan skleneta zavezništvo proti Horezmijcem. 1228 ↔
- Japonski zen budistični mojster Dogen se vrne na Japonsko, kjer začne širiti Sótó šolo zena.

## Rojstva
- 29. junij - Hodžo Tokijori, japonski regent († 1263)
- 30. september - papež Nikolaj IV. († 1292)

Neznan datum
- Elizabeta Bavarska, nemška kraljica († 1273)
- Konstanca Vroclavska, vojvodinja-žena Kujavije († 1257)
- Vladislav Moravski, češki princ, mejni grof Moravske († 1247)

## Smrti
- 28. januar - Henrik Borvin I., nemški plemič, mecklenburški baron
- februar - Džoči, mongolski vojskovodja, Džingiskanov sin (* okoli 1182)
- 18. marec - papež Honorij III. (* 1148)
- 28. april - Henrik V., nemški plemič, pfalški grof (* 1173)
- 23. julij - Qiu Chuji, kitajski daoistični svečenik (* 1148)
- avgust - Džingiskan, ustanovitelj Mongolskega imperija (* 1162)
- 11. september - Ludvik IV., nemški plemič, turinški mejni grof (* 1200)
- 14. november - Lešek I. Beli, poljski nadvojvoda, knez Sandomierza (* 1184)

Neznan datum
- Abd as-Salam ibn Mashish al-Alami, maroški sufi (* 1140)
- Marco Sanudo, beneški križar, vojvoda Naxosa (* 1153)
- Al-Mu'azzam, ajubidski sultan Sirije in Palestine
- Rejnald I. Dammartinski, grof Dammartina, grof Boulogne (* 1165)